# Agastache
Genre
Classification phylogénétique
Agastache (les agastaches en français) est un genre de plantes à fleurs de la famille des Lamiacées (Labiées), sous-famille des Nepetoideae (Népétoïdées), tribu des Mentheae, comprenant une trentaine d'espèces, dont beaucoup sont cultivées comme plantes ornementales, aromatiques ou condimentaires. Ce sont des plantes herbacées vivaces.

La plupart d'entre elles sont très appréciées des abeilles et autres insectes pollinisateurs.
Outre l'aspect décoratif de leurs magnifiques épis floraux, elles sont employées comme herbes aromatiques dans les cuisines nord-américaines et asiatiques.
Étymologie : « agastache » vient du grec agavos qui signifie admirable.

## Caractéristiques botaniques
- Plantes herbacées, vivaces, buissonnantes
- Tige : de 30 cm à 4 m selon l'espèce.
- Feuilles simples, pétiolées, duveteuses, à bords denticulés, de couleur vert-gris à vert, opposées deux à deux, exhalant au froissage un puissant parfum (anis, réglisse, menthe, bergamote).
- Floraison : nombreuses fleurs tubulaires disposées en épis, dont la couleur varie selon l'espèce.
  - Calice tubulaire droit, veiné, sans couronne intérieure de poils, gorge oblique.
  - Corolle tubulaire droite, légèrement dilatée vers la gorge, aussi longue ou un peu plus longue que le calice, sans couronne intérieure de poils, formée d'une lèvre supérieure bilobée et droite, et d'une lèvre inférieure trilobée évasée, le lobe médian évasé étant le plus large et à bords ondulés, les lobes latéraux étant droits.
  - Androcée formée de quatre étamines, fertiles, très saillantes (2 postérieures plus longues et inclinées vers l'avant, 2 antérieures montantes). Anthères biloculaires, d'abord parallèles, puis divergentes.
  - Gynécée formé de 2 carpelles soudés, chacun d'entre eux étant subdivisé en 2 loges par l'apparition d'une fausse cloison. Ovaire supère. Style gynobasique bifide.
- Fruits tétrakènes (nucules lisses) dans le calice accrescent. Graines peu albuminées. Embryon droit.
- Racines traçantes.

## Principales espèces

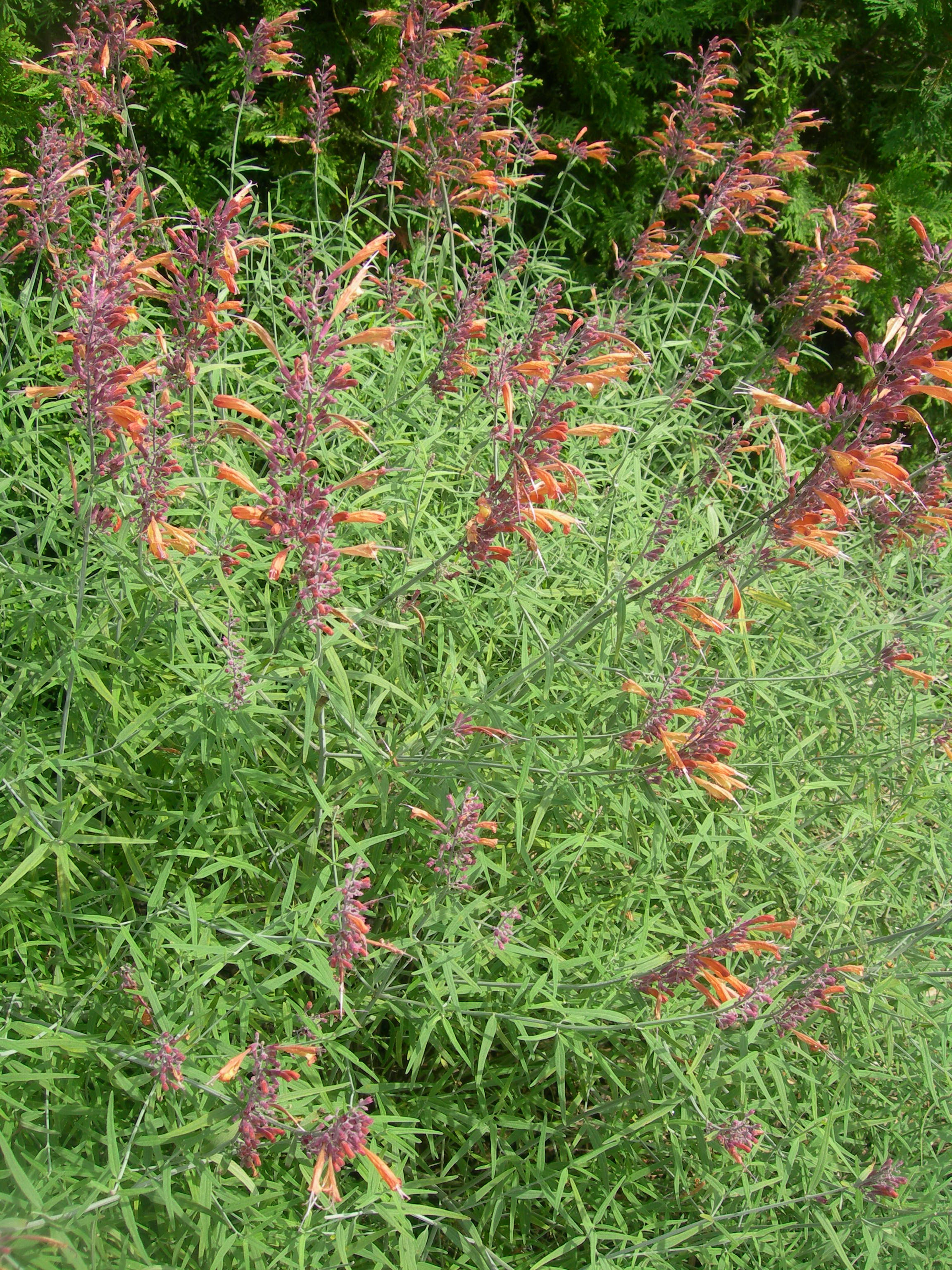
Agastache rupestre (Agastache rupestris)

Les agastaches s'hybrident très facilement.
Il en existe environ 30 espèces, (mais plusieurs dizaines de variétés et cultivars) dont les plus communes sont :
- Agastache astromontanum
- Agastache aurantiaca : (50 cm à 70 cm), agastache doré.
- Agastache breviflora (Gray) Epling : (80 cm), rouge. Arizona et Nouveau-Mexique.
- Agastache cana (Hook) Woot. & Standl. (ou Cedronella cana ou Brittonastrum canum) : agastache argentée, reine-des-bruyères, herbe à moustique, hysope sauvage (50 cm à 1 m), rose mauve, originaire du Texas et du Nouveau-Mexique.
- Agastache canariensis : agastache des Canaries (60 cm), rose pâle, odeur mentholée.
- Agastache cusickii (Greenm.) Heller. Hysope géante de Cusick. Nevada, Oregon, Montana.
- Agastache foeniculum (Pursh) Kuntze (ou Agastache anisata ou Agastache anethiodora (Nutt.) Britt.) : (50 cm à 1,2 m), couramment appelée agastache fenouil, anis hysope, hysope anisée ou grande hysope. Rustique (Climats tempérés à froid), elle regroupe toutes les qualités des agastaches : décorative, parfumée, condimentaire, mellifère…
- Agastache koreana
- Agastache mearnsii Woot. & Standl : Hysope géante de San Luis.
- Agastache mexicana : (1,2 m), couramment appelée agastache du Mexique, agastache mentholée ou menthe-réglisse-citronnelle. Elle possède les mêmes qualités que l'Agastache foeniculum, la rusticité en moins. Originaire du Mexique. Épis denses bleu lavande clair.
- Agastache micrantha (Gray) Woot. & Standl : hysope géante blanche. Arizona, Nouveau-Mexique, Texas.
- Agastache nepetoïdes (L.) Kuntze : (2 m), hysope géante jaune. Origine Québec à Arkansas. Très résistante au froid.
- Agastache occidentalis (Piper) Heller : (4 m), hysope anis géant de l'Ouest américain. Oregon, Washington.
- Agastache pallida (Mindl.) Cory (ou Agastache barberi (B.L. Robins.) Epling). Arizona.
- Agastache pallidiflora (Heller) Rydb. : Hysope géante pâle (40 cm), bleu pâle, feuillage argenté, odeur de lavande. Arizona, Nouveau-Mexique, Texas, Wyoming.
- Agastache parvifolia Eastw. Hysope géante à petites feuilles. Californie.
- Agastache pringlei (Briq) Lint & Epling : hysope géante de Pringle. Nouveau-Mexique.
- Agastache rugosa (Fisch & CA Mey) Kuntze : (1 m), menthe-réglisse coréenne, rustique, petites fleurs roses. Chine, Corée.
- Agastache rupestris (Greene) Standl. : hysope argentée (60 cm), rose, odeur camphrée. Nouveau-Mexique.
- Agastache scrophulariifolia (Willd.) Kuntze : hysope géante pourpre (90), rose pastel. Est des États-Unis.
- Agastache urticifolia (Benth.) Kuntze : (1,2 m) agastache à feuilles d'ortie. Ouest des États-Unis.
- Agastache verticillata : (80 cm), rose pourpré. Nouveau-Mexique.
- Agastache wrightii (Green) Woot. & Standl. : hysope géante de Sonora. Arizona et Nouveau-Mexique.

## Culture
Les agastaches sont des plantes vivaces généralement très rustiques.
Elles savent s'adapter à la plupart des types de sols (y compris calcaires ou argileux) à condition qu'ils soient correctement drainés. Elles préfèrent une exposition ensoleillée ou semi-ombrée et résistent bien à la sécheresse.
Elles sont capables de se resemer et, de ce fait, peuvent devenir envahissantes.
Pas de maladies ou de ravageurs.

## Histoire
Les différentes espèces d'agastaches sont originaires de Chine, du Japon et d'Amérique du Nord.